# Leo Greiml
Leo Greiml (Horn, 2001. július 3. –) osztrák korosztályos válogatott labdarúgó, a Schalke 04 játékosa.

## Pályafutása

### Klubcsapatokban
Az SV Horn és a St. Pölten korosztályos csapataiban nevelkedett, majd 2018-ban a Rapid Wien akadémiájához csatlakozott. Augusztus 24-én mutatkozott be a második csapatban a Schwechat ellen. 2019. május 30-án mutatkozott be a felnőttek között a Sturm Graz ellen, amikor a 27. percben a sérült Mario Sonnleitner cseréjeként pályára lépett. Az Európa Ligáért folytatott rájátszás mérkőzésen összehozott egy büntető és egy öngólt. Ugyanebben a hónapban 2022. júniusáig szóló szerződést írt alá a klubbal. 2021. október 24-én a TSV Hartberg elleni bajnoki mérkőzésen keresztszalag és meniszkusz sérülést szenvedett, a szezon további részében már nemtért vissza. Súlyos sérülése ellenére klubja szerette volna újra meghosszabbítani a szerződését, de ezt ő visszautasította. 2022. július 1-jétől ingyen került a német Schalke 04 csapatához, ahova 2025 nyaráig írt alá.

### A válogatottban
Többszörös osztrák korosztályos válogatott labdarúgó.

## Statisztika
2021. október 24-i állapotnak megfelelően.
| Klub          | Szezon   | Bajnokság            | Bajnokság | Bajnokság | Kupa  | Kupa  | Nemzetközi | Nemzetközi | Összesen | Összesen |
| Klub          | Szezon   | Osztály              | Mérk.     | Gólok     | Mérk. | Gólok | Mérk.      | Gólok      | Mérk.    | Gólok    |
| ------------- | -------- | -------------------- | --------- | --------- | ----- | ----- | ---------- | ---------- | -------- | -------- |
| Rapid Wien II | 2018–19  | Osztrák Regionalliga | 21        | 0         | –     | –     | –          | –          | 21       | 0        |
| Rapid Wien II | 2019–20  | Osztrák Regionalliga | 14        | 0         | –     | –     | –          | –          | 14       | 1        |
| Rapid Wien II | Összesen | Összesen             | 35        | 0         | 0     | 0     | 0          | 0          | 35       | 0        |
| Rapid Wien    | 2018–19  | Osztrák Bundesliga   | 1         | 0         | 0     | 0     | –          | –          | 1        | 0        |
| Rapid Wien    | 2019–20  | Osztrák Bundesliga   | 9         | 0         | 0     | 0     | –          | –          | 9        | 0        |
| Rapid Wien    | 2020–21  | Osztrák Bundesliga   | 21        | 0         | 2     | 0     | 4          | 0          | 27       | 0        |
| Rapid Wien    | 2021–22  | Osztrák Bundesliga   | 11        | 0         | 1     | 0     | 8          | 1          | 20       | 1        |
| Rapid Wien    | Összesen | Összesen             | 42        | 0         | 3     | 0     | 12         | 1          | 57       | 1        |
| Összesen      | Összesen | Összesen             | 77        | 0         | 3     | 0     | 12         | 1          | 92       | 1        |

## Külső hivatkozások
- Leo Greiml adatlapja a Kicker oldalon (németül)
- Leo Greiml adatlapja a Transfermarkt oldalon (angolul)
- Leo Greiml adatlapja a Soccerway oldalon (angolul)